# Асонанс
Асона́нс (лат. assonare — співзвучати) — повторення однакових голосних звуків у рядку або строфі, що надає
віршованій мові милозвучності, підсилює ïï музичність.
- 1) Повторення у рядку, фразі або строфі однорідних голосних звуків, напр.: «Сонце гріє, вітер віє…» (Т. Шевченко).
- 2) Неточна рима, в якій співзвучні лише голосні звуки, напр.: гомін — стогін.

Була гроза, і грім гримів,
Він так любив гриміти,
Що аж тремтів, що аж горів
На трави і на квіти.
(М.Вінграновський)